# Théâtre des Cérémonies
Théâtre des Cérémonies (en català: Teatre de Cerimònies) fou un estadi temporal situat a Albertville (Savoia, França). Fou construït per a la realització de les cerimònies d'obertura i clausura dels Jocs Olímpics d'Hivern de 1992.
De forma circular, imitant la forma d'una carpa de circ, tenia una capacitat per a 30.000 persones i una superfície de 35.000 m². Fou desmuntat després dels Jocs. Part de les instal·lacions foren reutilitzades per a la celebració dels Jocs Olímpics d'Estiu de 1992 a Barcelona. Només en roman de visible el pal central de 53 metres al mig d'una esplanada i una part dels vestits utilitzats a la cerimònia d'obertura exposats a la Maison des Jeux Olympiques.